# 小行星9903
小行星9903（英語：9903 Leonhardt）是一颗围绕太阳公转的小行星。1997年7月4日，天文学家保罗·G·康宝在普雷斯科特发现了此天体。
这颗小行星的绝对星等为138.91342等。
此小行星的命名以纪念荷兰著名古乐大师，羽管键琴家Gustav Leonhardt。